# Craugastor
Craugastor är ett släkte av groddjur. Craugastor ingår i familjen Craugastoridae.

## Dottertaxa tillCraugastor, i alfabetisk ordning[1]
- Craugastor adamastus
- Craugastor alfredi
- Craugastor amniscola
- Craugastor anciano
- Craugastor andi
- Craugastor angelicus
- Craugastor aphanus
- Craugastor augusti
- Craugastor aurilegulus
- Craugastor azueroensis
- Craugastor batrachylus
- Craugastor berkenbuschii
- Craugastor bocourti
- Craugastor bransfordii
- Craugastor brocchi
- Craugastor campbelli
- Craugastor catalinae
- Craugastor chac
- Craugastor charadra
- Craugastor chingopetaca
- Craugastor chrysozetetes
- Craugastor coffeus
- Craugastor crassidigitus
- Craugastor cruzi
- Craugastor cuaquero
- Craugastor cyanochthebius
- Craugastor daryi
- Craugastor decoratus
- Craugastor emcelae
- Craugastor emleni
- Craugastor epochthidius
- Craugastor escoces
- Craugastor fecundus
- Craugastor fitzingeri
- Craugastor fleischmanni
- Craugastor galacticorhinus
- Craugastor glaucus
- Craugastor gollmeri
- Craugastor greggi
- Craugastor guerreroensis
- Craugastor gulosus
- Craugastor hobartsmithi
- Craugastor inachus
- Craugastor jota
- Craugastor laevissimus
- Craugastor laticeps
- Craugastor lauraster
- Craugastor lineatus
- Craugastor loki
- Craugastor longirostris
- Craugastor matudai
- Craugastor megacephalus
- Craugastor megalotympanum
- Craugastor melanostictus
- Craugastor merendonensis
- Craugastor mexicanus
- Craugastor milesi
- Craugastor mimus
- Craugastor monnichorum
- Craugastor montanus
- Craugastor myllomyllon
- Craugastor nefrens
- Craugastor noblei
- Craugastor obesus
- Craugastor occidentalis
- Craugastor olanchano
- Craugastor omiltemanus
- Craugastor omoaensis
- Craugastor opimus
- Craugastor palenque
- Craugastor pechorum
- Craugastor pelorus
- Craugastor persimilis
- Craugastor phasma
- Craugastor podiciferus
- Craugastor polymniae
- Craugastor polyptychus
- Craugastor pozo
- Craugastor psephosypharus
- Craugastor punctariolus
- Craugastor pygmaeus
- Craugastor raniformis
- Craugastor ranoides
- Craugastor rayo
- Craugastor rhodopis
- Craugastor rhyacobatrachus
- Craugastor rivulus
- Craugastor rostralis
- Craugastor rugosus
- Craugastor rugulosus
- Craugastor rupinius
- Craugastor sabrinus
- Craugastor saltator
- Craugastor saltuarius
- Craugastor sandersoni
- Craugastor silvicola
- Craugastor spatulatus
- Craugastor stadelmani
- Craugastor stejnegerianus
- Craugastor stuarti
- Craugastor tabasarae
- Craugastor talamancae
- Craugastor tarahumaraensis
- Craugastor taurus
- Craugastor taylori
- Craugastor trachydermus
- Craugastor underwoodi
- Craugastor uno
- Craugastor vocalis
- Craugastor vulcani
- Craugastor xucanebi
- Craugastor yucatanensis